# Michael Collins (astronaut)
 For alternative betydninger, se Michael Collins (flertydig). (Se også artikler, som begynder med Michael Collins)
Michael Collins (født 31. oktober 1930 i Rom, Italien, død 28. april 2021) var en irsk-amerikansk astronaut og testpilot. Han blev udvalgt blandt den tredje gruppe på fjorten astronauter i 1963, og fløj to gange i rummet. Hans første rumflyvning var som andenpilot på Gemini 10 i juli 1966, hvor han og John Young udførte rendezvouser med to forskellige Agena-målfartøjer og Collins udførte to rumvandringer. Hans anden rumflyvning var med Apollo 11 i juli 1969, hvor han fungerede som kommandomodulpilot. Mens han var i kredsløb om Månen udførte Neil Armstrong og Buzz Aldrin den første bemandede månelanding. Han var den ene af kun 24 mennesker, der har fløjet til månen.
Den 28. april 2021 meddelte familien, at Collins var død efter længere tids sygdom.